# Herbert Jösch

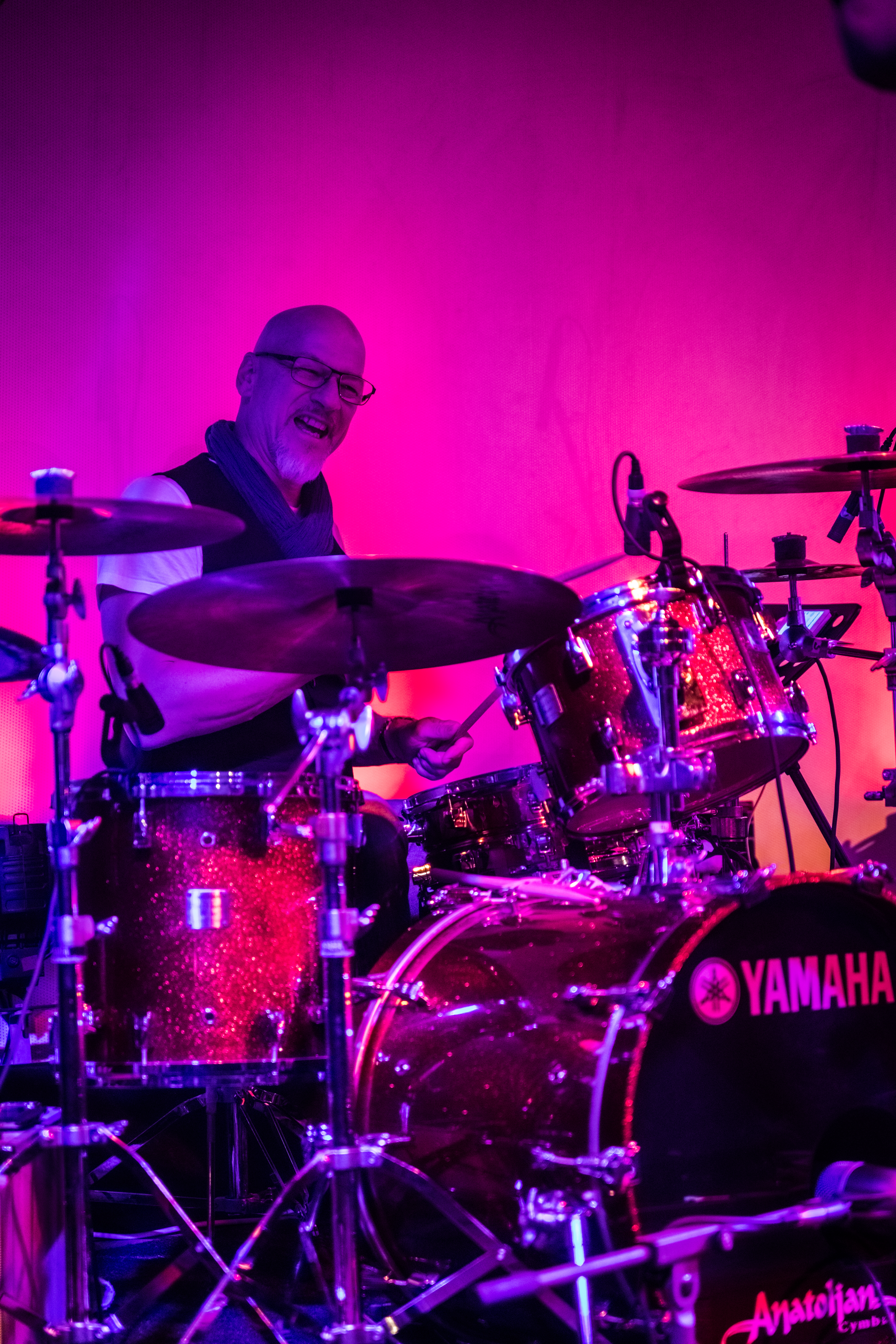
Jösch bei einem Konzert mit den Heavytones

Herbert „Herb“ Jösch (* 16. April 1962 in Koblenz) ist ein deutscher Musiker und Bandleader. Jösch war der Schlagzeuger und Bandleader der Band Heavytones, mit der er die Sendung TV total von Stefan Raab begleitete.

## Werdegang
Herb Jösch begann 1974 mit dem Schlagzeugspiel und trat schon nach kurzer Zeit mit lokalen Blues-, Rock- und Jazzbands auf. 1979 wurde er Schlagzeuger in der damals neu gegründeten Landesjugendbigband Rheinland-Pfalz, mit der er im weiteren Verlauf neben Auftritten in Deutschland und Frankreich auch eine Tournee durch mehrere Länder Afrikas als Drummer und Tourmanager absolvierte. Nach dem Abitur leistete er 1983 seinen Militärdienst beim Musikkorps der Bundeswehr in Bonn und in Koblenz. 
1984 begann er, neben seiner Tätigkeit als Schlagzeuger in diversen Bands, eine Ausbildung als Einzelhandelskaufmann im Fachbereich Drums und Percussion und war ab 1986 als Produktmanager für Sabian Cymbals und Sonor Drums tätig. 1988 gründete er mit Freunden die Band „Fred Kellner und die famosen Soulsisters“, wo er von 1987 bis 2002 trommelte. Ab 1988 war er Mitgesellschafter der „Drums Only“-Drumshops, verließ diese aber im Jahr 2000, um sich nur noch der Musik zu widmen.
1998 spielte er eine Tour als Drummer bei Guildo Horn und wurde 1999 von Stefan Raab als Bandmitglied des deutschen Beitrages „Wadde hadde dudde da?“ für den Eurovision Song Contest 2000 in Stockholm verpflichtet. Kurz danach wechselte die ProSieben-Late-Night-Show TV total zu einem täglichen Format, und Raab beauftragte Jösch mit der Zusammenstellung einer Band für die Sendung, aus der die Band mit dem ursprünglichen Namen Herb and the Heavytones hervorging. Seitdem ist er Schlagzeuger und organisatorischer Leiter dieser Band, welche später nur noch den Namen Heavytones trägt. Mit einigen anderen Bandmitgliedern nahm er 2004, 2005 und 2008 an der Wok-WM teil. Seit Juli 2022 tritt er nicht mehr mit der Band auf, ist aber noch im Hintergrund organisatorisch tätig.
Herb Jösch spielt Gretsch Brooklyn Drums.